# Chrysopogon celebicus
Chrysopogon celebicus är en gräsart som beskrevs av Jan Frederik Veldkamp. Chrysopogon celebicus ingår i släktet Chrysopogon och familjen gräs. Inga underarter finns listade i Catalogue of Life.